# Henryk Hartenberg
Henryk Hartenberg (ur. 27 grudnia 1914 w Warszawie, zm. 19 grudnia 1987 w Łodzi) – polski poeta oraz działacz komunistyczny.

## Życiorys
Był synem krawca – Maurycego Hartenberga i Felicji z domu Gottfryd. Młodość spędził w Warszawie i tam również w latach 30. XX w. pracował jako kuśnierz.

### Działalność polityczna
W latach 1931–1938 działał w Komunistycznym Związku Młodzieży Polski, w latach 1931–1939 należał do Związku Zawodowego „Igła”, a także działał w Międzynarodowej Organizacji Pomocy Rewolucjonistom.
Po wybuchu II wojny światowej wyjechał do ZSRR, od 1941 przebywał w Kujbyszewie, gdzie został zmobilizowany do Armii Czerwonej, w oddziałach której walczył. Od 1943 do 1946 był oficerem Ludowego Wojska Polskiego. Od 1946 należał do Polskiej Partii Robotniczej, a od 15 grudnia 1948 do Polskiej Zjednoczonej Partii Robotniczej.
W latach 1946–1948 był członkiem egzekutywy Komitetu Powiatowego PPR w Kamiennej Górze, będąc jednocześnie kierownikiem Wydziału Organizacyjnego KP PPR (1946–1948), a następnie KP PZPR (1948–1950). W latach 1950–1951 był sekretarzem organizacyjnym Komitetu Powiatowego PZPR w Bolesławcu, w latach 1951–1952 I sekretarzem Komitetu Dzielnicowego Śródmieście-Prawa we Wrocławiu, a następnie Sekretarzem Organizacyjnym Komitetu Miejskiego we Wrocławiu (1954–1955). W latach 1955–1956 był Zastępcą Kierownika Wydziału Propagandy Komitetu Łódzkiego, a następnie Wydziału Organizacyjnego KŁ (1956–1970). W 1970 odszedł na rentę partyjną.
Ukończył Wyższą Szkołę Nauk Społecznych przy KC PZPR w Warszawie.

### Działalność literacka
W 1958 lub 1961 zadebiutował w prasie jako poeta. W 1961 opublikował fraszki „Dla kariery” i „Łódzkim snobom” na łamach „Głosu Robotniczego”, w którym publikował wiersze do 1985 z przerwami. Jego poezja ukazywała się również na łamach czasopism takich jak: „Odgłosy” (1962–1985), „Płomyk” (1966–1968), „Poezja” (1967–1978), „Tygodnik Kulturalny” (1967–1984) oraz „Fakty i Myśli” (1968-1971).
Działał w Towarzystwie Przyjaźni Polsko-Radzieckiej, Lidze Obrony Kraju, Stowarzyszeniu „Wisła–Odra”, a także w zarządzie łódzkiego oddziału Związku Literatów Polskich i Związku Patriotów Polskich w ZSRR (1943–1946).
Został pochowany na cmentarzu komunalnym Zarzew w Łodzi.

## Publikacje
- Cień ptaka. Poezje (Wydawnictwo Łódzkie 1964),
- Prawo plemienia. Poezje (Wydawnictwo Łódzkie 1967),
- Szybkie życie. Opowiadania (Wydawnictwo Łódzkie 1971),
- Stromy jest czas. Poezje (Wydawnictwo Łódzkie 1974),
- Dzień po dniu. Poezje 140 (Państwowy Instytut Wydawniczy 1977),
- Wyjście z ciemności. Poezje (Wydawnictwo Łódzkie 1979),
- Pożar w chmurach. Poezje (Wydawnictwo Łódzkie 1983),
- Znaki pamięci. Poezje (Wydawnictwo Łódzkie 1986),
- Misterium. Poezje (Wydawnictwo Łódzkie 1988),
- Etiudy wieczorne. Poezje (Państwowy Instytut Wydawniczy 1989)[4].

## Odznaczenia
- Krzyż Oficerski Orderu Odrodzenia Polski (1959)
- Krzyż Komandorski Orderu Odrodzenia Polski (1980)[1].